# Trzcińsko-Zdrój (công xã)
Gmina Trzcińsko-Zdrój là một Gmina thành thị-nông thôn (quận hành chính) ở hạt Gryfino, Tây Pomeranian Voivodeship, ở phía tây bắc Ba Lan. Khu hành chính của nó là Gmina Trzcińsko-Zdrój, nằm khoảng 33 kilômét (21 mi) về phía nam Gryfino và 50 km (31 mi) về phía nam thủ đô khu vực Szczecin.
Gmina có diện tích 170,51 kilômét vuông (65,8 dặm vuông Anh), và tính đến năm 2006, tổng dân số của nó là 5.690 (trong đó dân số của Trzcińsko-Zdrój lên tới 2.496, và dân số của vùng nông thôn của Gmina là 3.194).
Gmina chứa một phần của khu vực được bảo vệ gọi là Công viên cảnh quan Cedynia.

## Làng
Ngoài trung tâm Trzcińsko-Zdrój, Gmina Trzcińsko-Zdrój chứa các làng và các khu định cư của Antoniewice, Babin, Chelm Dolny, Chelm Gorny, Cieplikowo, Czyste, Dobropole, Drzesz, Gogolice, Góralice, Górczyn, Klasztorne, Ostrzewka, Piaseczno, Rosnówko, Rosnowo, Smuga, Stołeczna, Strzeszów, Tchórzno và Wesoła.

## Gmina lân cận
Gmina Trzcińsko-Zdrój giáp với các Gminas của Banie, Chojna, Dębno, Mieszkowice và Myślibórz.